# Sergei Taboritsky
Sergey Vladimirovich Taboritsky (em russo:  Сергей Владимирович Таборицкий; São Petesburgo, 12 de agosto de 1897 — Limburgo do Lano, 16 de outubro de 1980), foi um Russo ultranacionalista e monarquista. De 1936 a 1945, foi deputado do Gabinete para os Refugiados Russos na Alemanha. Depois de 1942, Taboritsky tornou-se membro do Partido Nazi e colaborou diretamente com a Gestapo.

## Primeiros anos
Sergey e o seu irmão mais novo, Nikolay Taborisky (a grafia do seu nome no início do século XX era inconsistente; durante os anos de emigração, era utilizada a variante "Taboritsky") eram os filhos ilegítimos da alfaiate baptizada judia e proprietária de uma loja de moda Anna Vladimirovna e do seu companheiro, Sergey Alexandrovich Zapevalov (que se separou dela em 1901). Ambos os irmãos foram criados como cristãos ortodoxos. O padrinho de Taboritsky foi o futuro Ober-Procurador Vladimir Sabler. Os irmãos tinham o apelido do primeiro marido de Anna Vladimirovna, também judeu, Wulf Aizikovich Taborissky, um comerciante de Ashmyany, que tinha deixado o país muito antes do nascimento de ambos, em 1887. De acordo com os documentos, eram considerados filhos de Wulf Taborissky, uma vez que o primeiro divórcio da mãe ocorreu apenas em 1899. A mãe tornou-se uma segunda comerciante da guilda e casou com um nobre chamado Marasanov, assumindo o seu apelido. Anna Marasanova morreu em março de 1914 em França. Em 1915, após a morte da mãe, Sergey e Nikolay tentaram, sem sucesso, chegar ao Consistório Espiritual de Petrogrado com um apelo para que os reconhecesse como filhos da "face ortodoxa russa" e os livrasse do "selo de Caim", citando os seus sentimentos religiosos e monárquicos.
Formou-se na Realschule de Gurevich em 1915. Mais tarde, surgiram histórias de que Taboritsky teria participado na Primeira Guerra Mundial lutando sob o comando do Grande Duque Michael Alexandrovich como parte da Divisão de Cavalaria Nativa do Cáucaso, mas não podem ser consideradas fiáveis, pois não foram encontradas informações documentadas sobre as suas actividades em 1915-1919. De acordo com alguns relatos, ele foi assistente do comissário da Duma e deputado Georgy Deryugin durante esse período.
Após a Revolução de fevereiro, esteve na Ucrânia, de onde partiu para a Alemanha. Em Kiev, numa prisão de Petlyurite, conheceu o monarquista Pyotr Shabelsky-Bork, com quem comunicou constantemente enquanto esteve no exílio.

## Emigração
Inicialmente, Taboritsky viveu em Berlim, depois em Mecklenburg e, de janeiro a março de 1922, em Munique. Enquanto esteve em Berlim, foi co-editor da revista antissemita "Luch Sveta" ("Raio de Luz"), publicada a partir de abril de 1919. A Luch Sveta republicou a notória falsificação antissemita, os Protocolos dos Sábios de Sião. Antes da tentativa de assassinato de Paul Milyukov, ele trabalhava como datilógrafo. Por razões ideológicas, recusou-se a receber encomendas da União Soviética.
Em 1921, Taboritsky encontrou acidentalmente o antigo político da Duma Alexander Guchkov numa rua de Berlim. Taboritsky atacou-o com um guarda-chuva, pelo que passou vários dias numa prisão local.

## Tentativa de assassinato de Pavel Milyukov
Juntamente com Shabelsky-Bork, Taboritsky participou na preparação da tentativa de assassínio de Pavel Milyukov. Para o efeito, deslocaram-se de Munique a Berlim. Durante a conferência de Milyukov, Taboritsky abriu fogo. Quando Vladimir Dmitrievich Nabokov se precipitou sobre Shabelsky, atingindo-o no braço em que segurava um revólver, Taboritsky disparou três vezes à queima-roupa contra Nabokov. Nabokov foi imediatamente morto com um tiro no coração. Depois disso, Taboritsky foi ao guarda-roupa e, pegando nas suas roupas, dirigiu-se para a porta de saída, mas uma mulher exclamou: "Aqui está o assassino!", e Taboritsky foi detido pela multidão. Para além de Nabokov, que morreu no local, durante a tentativa de tiroteio indiscriminado nove pessoas ficaram feridas, incluindo o presidente do grupo de Berlim do partido Kadet, L. E. Elyashev, e um dos redactores do jornal "Rul", Avgust Kaminka.
Um exame médico de Shabelsky-Bork e Taboritsky mostrou que ambos usavam drogas há muito tempo, uma forte dose das quais foi tomada no dia do assassinato.
O julgamento da tentativa de assassinato de Milyukov teve lugar de 3 a 7 de julho de 1922, no Tribunal Criminal de Berlim, em Moabit. O tribunal condenou Taboritsky a 14 anos de prisão por cumplicidade na tentativa e por ter infligido intencionalmente a Nabokov ferimentos graves que causaram a sua morte, embora na primavera de 1927 tenha sido libertado ao abrigo de uma amnistia.

## Actividades durante o regime nazi
Desde maio de 1936, Taboritsky era o adjunto do General Vasily Biskupsky no Gabinete para os Refugiados Russos na Alemanha, criado pelos nazis (Vertrauensstelle für russische Flüchtlinge in Deutschland). As funções de Taboritsky incluíam a manutenção de um arquivo da emigração russa e a monitorização política dos seus sentimentos. Após a eclosão da guerra com a URSS, dirigiu o recrutamento de tradutores para a Wehrmacht entre os emigrantes russos. As actividades de Taboritsky eram levadas a cabo em estreito contacto com a Gestapo. Gleb Rahr descreve Taboritsky da seguinte forma: "Tipo seco, magro, pontiagudo, envelhecido, ligeiramente desgastado, não florescendo, mas desvanecendo-se".
Em abril de 1937, Taboritsky casou com Elisabeth von Knorre, neta do astrónomo Karl Friedrich Knorre, que era membro do partido nazi desde 1931.
Após numerosas petições (incluindo as relativas ao nome de Goebbels) e recusas, obteve a cidadania alemã (1938) e aderiu ao NSDAP (1942, com efeitos retroactivos a partir da data de candidatura de 1940).Escondeu a origem judaica da mãe e atribuiu-lhe raízes alemãs, e atribuiu a nobreza russa ao pai fictício, "Vladimir Vasilievich Taboritsky". Fingindo ser de origem nobre, utilizou o apelido alemão "von" (von Taboritzki). Afirmou que a tentativa de assassinato do "líder da democracia judaica" e "odiador da Alemanha" Milyukov, pela qual estava a cumprir uma sentença criminal, foi um feito para a sua nova pátria. Enfatizou que deu a conhecer pela primeira vez os Protocolos de Sião na Alemanha, e orgulhava-se da sua perseguição por judeus e "esquerdistas". Em 1939, criou a Organização Nacional da Juventude Russa (NORM). A organização estava sob o controlo direto das SS.Era semelhante à organização alemã Juventude Hitleriana, à qual estava subordinada. Nos últimos dias da guerra, Taboritsky fugiu de Berlim, vivendo mais tarde em Limburg an der Lahn. Continuou a publicar ocasionalmente no jornal monárquico Vladimirsky Vestnik.[carece de fontes?] Taboritsky morreu em 16 de outubro de 1980 de causas naturais.